# Era (projeto musical)
Era  (Enminential Rythmn of the Ancestors) é um projeto musical criado pelo músico francês Eric Levi, antes membro do grupo de glam rock Shakin' Street.
As suas músicas, geralmente são cantadas numa uma mistura de grego e latim (propositalmente sem significado real) misturam música clássica, ópera e canto gregoriano com outros estilos contemporâneos. As músicas em inglês foram ganhando espaço a cada novo álbum, e no CD Reborn há também faixas cantadas em árabe.

## História
O primeiro álbum teve grande sucesso comercial. A música Mother foi usada na trilha sonora do filme Alta Velocidade (2001), de Sylvester Stallone. E na Austrália, a música Ameno foi usada na campanha "The Power of Yes" (O Poder do Sim) da Optus Telecommunications. Ele também conta com algumas faixas que foram compostas por Eric Levi antes do surgimento do grupo e que foram utilizadas na trilha sonora do filme Les Visiteurs, de 1993.
A música Divano ficou bem conhecida no Brasil, pois fazia parte da trilha sonora da telenovela Um Anjo Caiu do Céu.
Muitas vezes o grupo, que já vendeu mais de 4 milhões de cópias na França e 12 milhões ao redor do mundo [carece de fontes?], apresenta vestes e armas da Idade Média nos seus concertos. O universo visual de Era é o complemento de sua inspiração musical, utilizando sinais e sentimentos próximos aos religiosos, explorando uma dimensão universal, um universo de emoções, espirituais e religiosas
A música Enae Volare Mezzo foi por muito tempo usada pelo lutador russo Fedor Emelianenko na sua entrada ao ringue.
Seu estilo pode ser descrito como new age e pode ser considerado similar ao de artistas como Enigma, Gregorian, Deep Forest e Enya.
Alguns componentes do grupo são cátaros e católicos [carece de fontes?], e no clipe da música Enae Volare Mezzo percebemos forte influência mística e religiosa do catarismo.
Ao ser estabelecido o programa de história e de francês (respectivamente a Idade Média e o estudo de um romance medieval) dos alunos do segundo ano do ensino secundário na França, o estudo das músicas de Era foi incluído no currículo dos cursos de música.

## Integrantes
- Eric Lévi *
- Guy Protheroe
- Lena Jinnegren
- Eric Geisen
- Florença Dedam
- Murielle Lefebvre
- Chester Thompson
- Lee Sklar
- Daryl Stuermer
- Irene Bustamante

## Discografia
- Era (1996)
- Infinity (1998)
- Era 2 (2000)
- The Mass (2003)
- The Very Best of Era (2005)
- Reborn (2008)
- Classics (2009)
- The Essential (2010)
- Classics II (2010)
- Arielle Dombasle by ERA (2013)
- The 7th Sword (2017)

## Vídeos musicais
- Ameno (1997)
- Mother (1997)
- Enae Volare Mezzo (1998)
- Misere Mani (2000)
- Divano (2000)
- Infanati (2000)
- The Mass (2003)
- Looking for something (2003)
- Looking for Something (Darren Tate mix edit) (2003)
- Reborn (2008)
- Prayers (2008)
- Ave Maria (2013)
- 7 Seconds(2017)